# District de Gakenke
Le district de Gakenke se trouve dans la Province du Nord du Rwanda.
Il se compose de 19 secteurs (imirenge) : Busengo, Coko, Cyabingo, Gakenke, Gashenyi, Mugunga, Janja, Kamubuga, Karambo, Kivuruga, Mataba, Minazi, Muhondo, Muyongwe, Muzo, Nemba, Ruli, Rusasa et Rushashi, pour une population toitale de 338 234 habitants, au recensement de 2012.